# Edith-Stein-Schule Ravensburg & Aulendorf
Die Edith-Stein-Schule Ravensburg & Aulendorf ist eine haus- und landwirtschaftliche, gewerbliche und kaufmännische Schule mit fast 2000 Schülern und rund 150 Lehrern. Träger der beruflichen Schule ist der Landkreis Ravensburg. Die Schule hat Standorte in Ravensburg und Aulendorf mit ergänzenden, unterschiedlichen Bildungsangeboten. Namensgeberin ist Edith Stein.

## Bildungsangebot der Schule
Die Schule hat folgendes Bildungsangebot:
Berufliches Gymnasium:
- Agrarwissenschaftliches Gymnasium bis zum Schuljahr 2017/2018[2]
- Biotechnologisches Gymnasium
- Ernährungswissenschaftliches Gymnasium
- Sozial- und gesundheitswissenschaftliches Gymnasium mit den Profilen Soziales und Gesundheit

Berufskolleg:
- Duales Berufskolleg Fachrichtung Soziales
- Berufskolleg Ernährung und Erziehung bis Schuljahr 2022/2023[3]
- Berufskolleg für Gesundheit und Pflege I
- Berufskolleg für Ernährung und Hauswirtschaft II
- Berufskolleg für Ernährung und Haushaltsmanagement ab Schuljahr 2023/2024[4]
- Berufskolleg zur Erlangung der Fachhochschulreife

Berufsschule:
- Medizinische Fachangestellte
- Tiermedizinische Fachangestellte
- Zahnmedizinische Fachangestellte
- Pharmazeutisch-kfm. Angestellte
- Kaufleute im Gesundheitswesen
- Landwirtschaftliche Berufsschule bis zum Schuljahr 2019/2020[5]

Berufsfachschule:
- Berufsfachschule Bereich Ernährung und Gesundheit Profil Hauswirtschaft und Ernährung
- Berufsfachschule Bereich Ernährung und Gesundheit Profil Gesundheit und Pflege
- Berufsfachschule für Kinderpflege

Berufsvorbereitende Schularten
- Berufseinstiegsjahr
- Vorqualifizierung Arbeit und Beruf bis Schuljahr 2019/2020
- Ausbildungsvorbereitung dual ab Schuljahr 2020/2021
- Vorqualifizierung Arbeit und Beruf ohne Deutschkenntnisse

### Labor-AG
Schüler der Schule haben im Rahmen der angebotenen Labor-AG mehrfach erfolgreich an Regional- und Landeswettbewerben von Jugend forscht. 2012 erreichte eine Schülerinnengruppe den 5. Platz im Bundeswettbewerb.
Im Rahmen dieser Arbeitsgruppe konnten drei Schüler 2017 als erste deutsche Schülergruppe ein Experiment auf der Internationalen Raumstation durchführen. Das Experiment untersuchte die vegetativen Pflanzenvermehrung unter den Bedingungen der Schwerelosigkeit. Über Crowdfunding konnte die Schülergruppe dazu über 40.000 Euro sammeln.

### Kinderregenwaldteam
Gemeinsam mit dem Bund für Umwelt und Naturschutz Deutschland engagieren sich Schülergruppen der Schule regelmäßig im Landkreis Ravensburg in Pflanzung von Streuobstwiesen. Aus Erlösen aus diesen Aktionen und Spendensammlungen wird der Verein Kinderregenwald e. V. unterstützt, der sich für den Erhalt des tropischen Regenwaldes einsetzt.

### Juniorenfirma
In der Juniorenfirma lernen Schüler die Vermarktung und Produktion von Waren einschließlich betriebswirtschaftlicher Vorgänge.

### Feuchtbiotop
Die Schule betreut ein Biotop, das an das Schulgelände angrenzt. Die Betreuung des Biotops ermöglicht Projektarbeit und praxisnahen Biologieunterricht.
Im Rahmen des Biotopvernetzungskonzept der Stadt Weingarten wurde 1995 mit finanzieller Unterstützung des Landes Baden-Württemberg und der Gemeinde ein Teich angelegt und verschiedene Pflanzungen durchgeführt. Durch den wenige Meter entfernten Vierzehn-Nothelfer-Bach ist dieser Teich ein Trittsteinbiotop und mit weiteren Gewässern wie Lanzenreuter Weiher, Kreuzbergweiher und Rößlerweiher verbunden, sodass bereits im ersten Jahr zahlreiche Arten in das Biotop einwanderten. Im Wohnraumentwicklungskonzept und Grünraumkonzept der Stadt Weingarten fallen die Flächen rund um das Biotop in die höchste Bewertungskategorie für schützenswerte Flächen.
2016 nahmen Schüler an der landesweiten Artenkartierung für Amphibien und Reptilien teil.

## Auszeichnungen
Die Edith-Stein-Schule ist UNESCO-Projektschule und Fairtrade-School. Die Schule wurde im Rahmen der Weltdekade „Bildung für eine nachhaltige Entwicklung“ viermal ausgezeichnet.

## Schulgebäude
Die Schule ist derzeit auf zwei Standorte (Ravensburg und Aulendorf) aufgeteilt. In Ravensburg teilt sich die Schule ein Gebäude mit der Humpis-Schule Ravensburg.